# Rhizome
Pour les articles homonymes, voir Rhizome (homonymie).

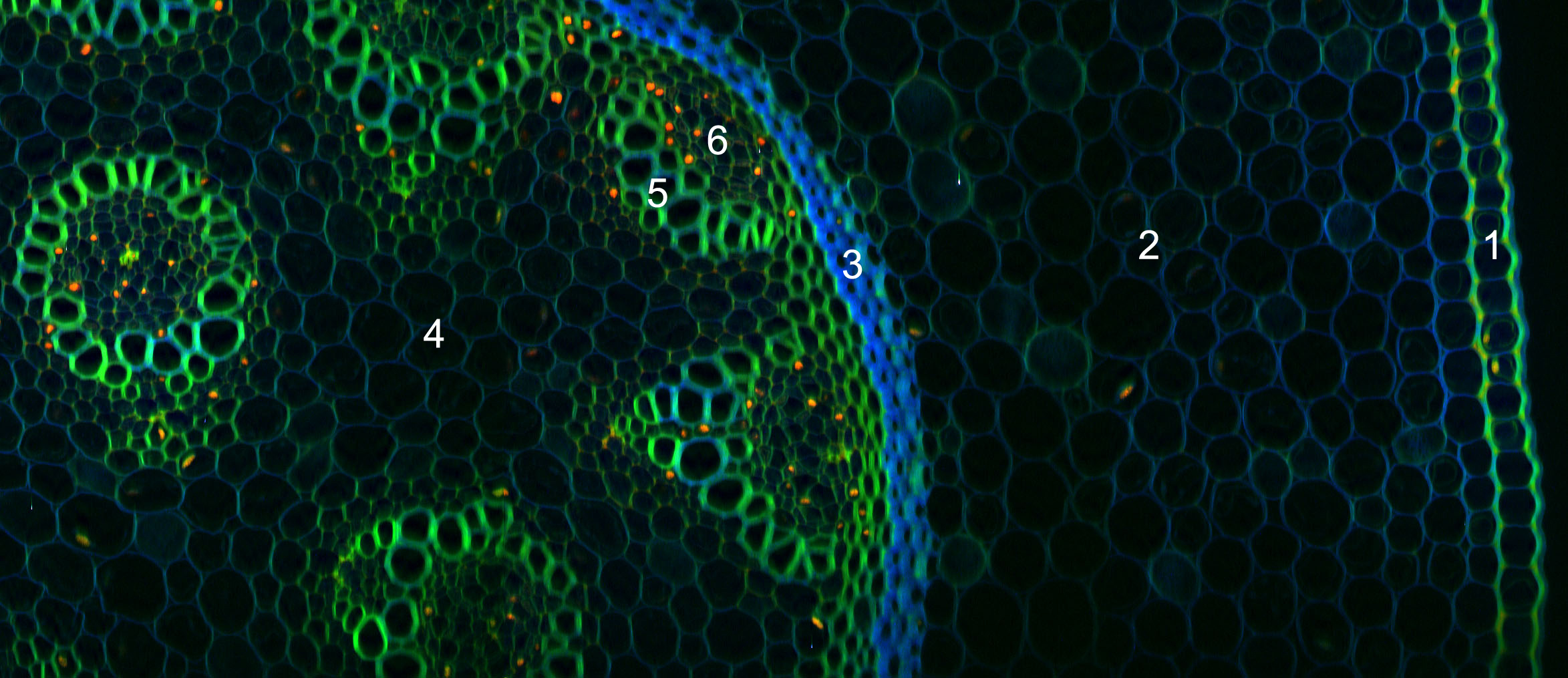
Coupe transversale d'un rhizome de Convallaria, vue en microscopie à fluorescence ; la structure interne du rhizome diffère de celle de la tige et des racines. Ce sont des cellules de propagation, mais aussi de stockage.
Légende : 1) épiderme ; 2) parenchyme cortical ; 3) endoderme ; 4) parenchyme médullaire ; 5) xylème ; 6) phloème.

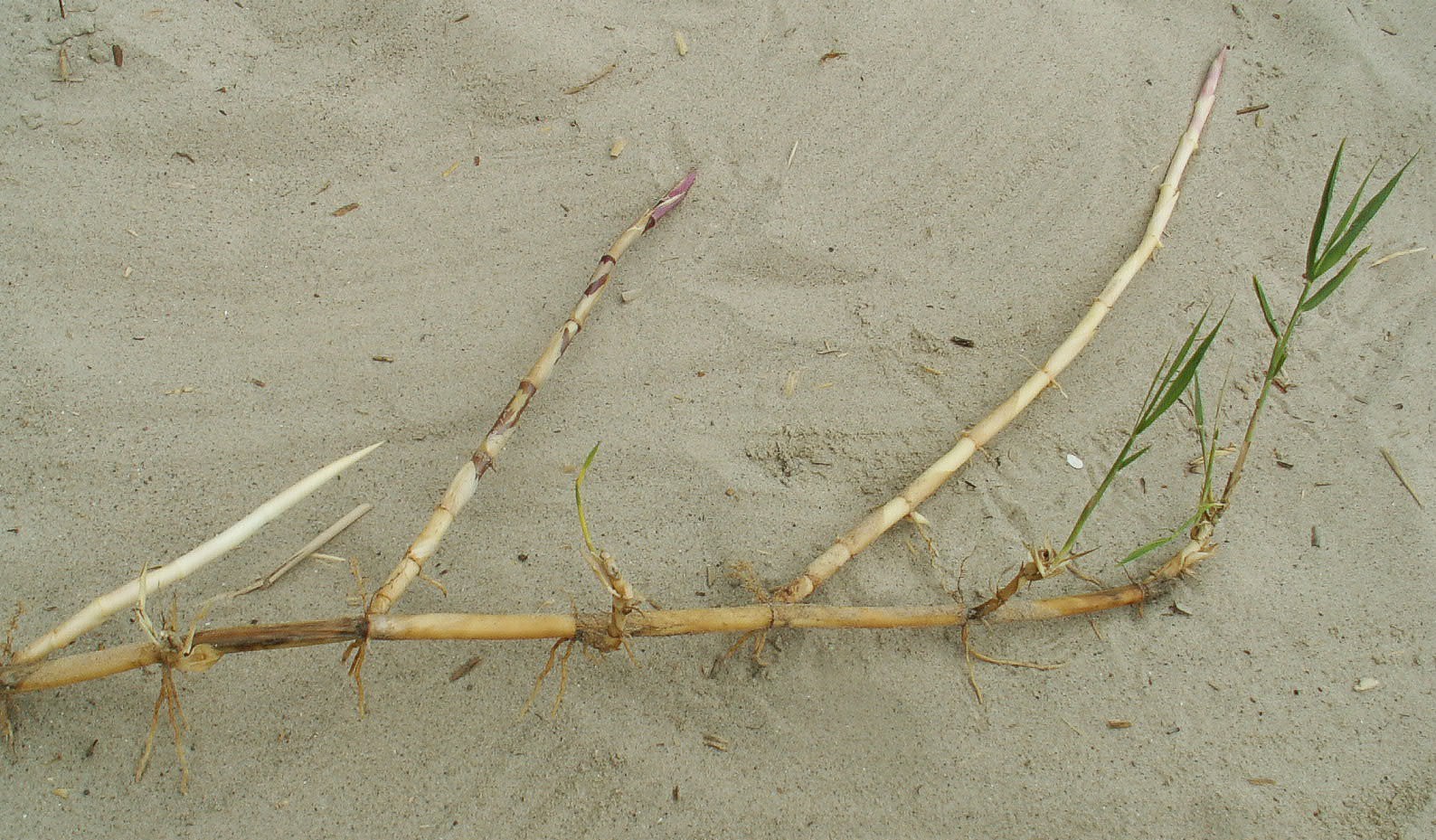
Autre exemple de rhizome plus ou moins aquatique, qui accumule les vases anoxiques et offre un bien être important pour les bactéries et divers invertébrés jouant notamment un rôle important pour expliquer l'efficacité épuratrice des lagunages naturels.

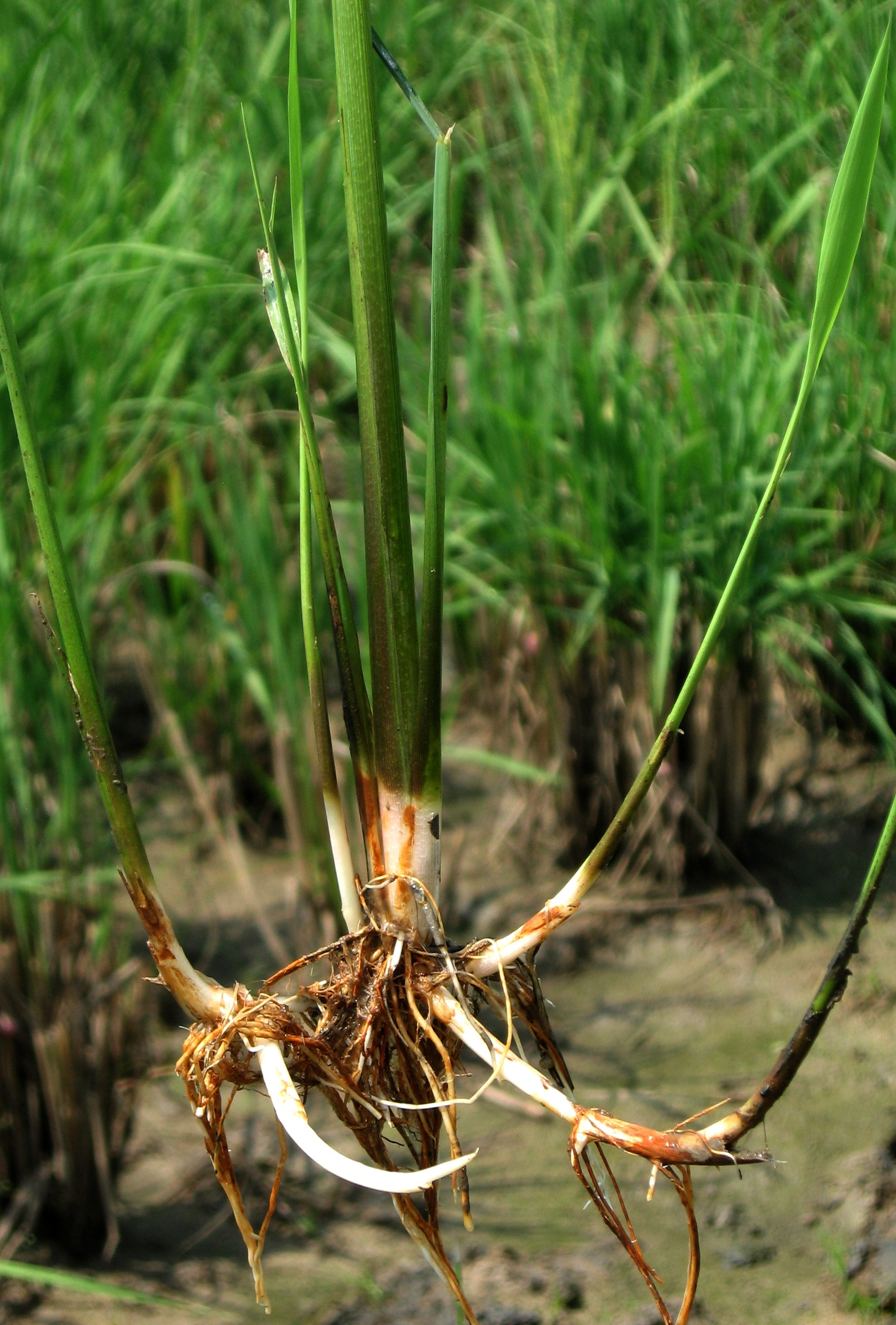
Rhizome du riz.

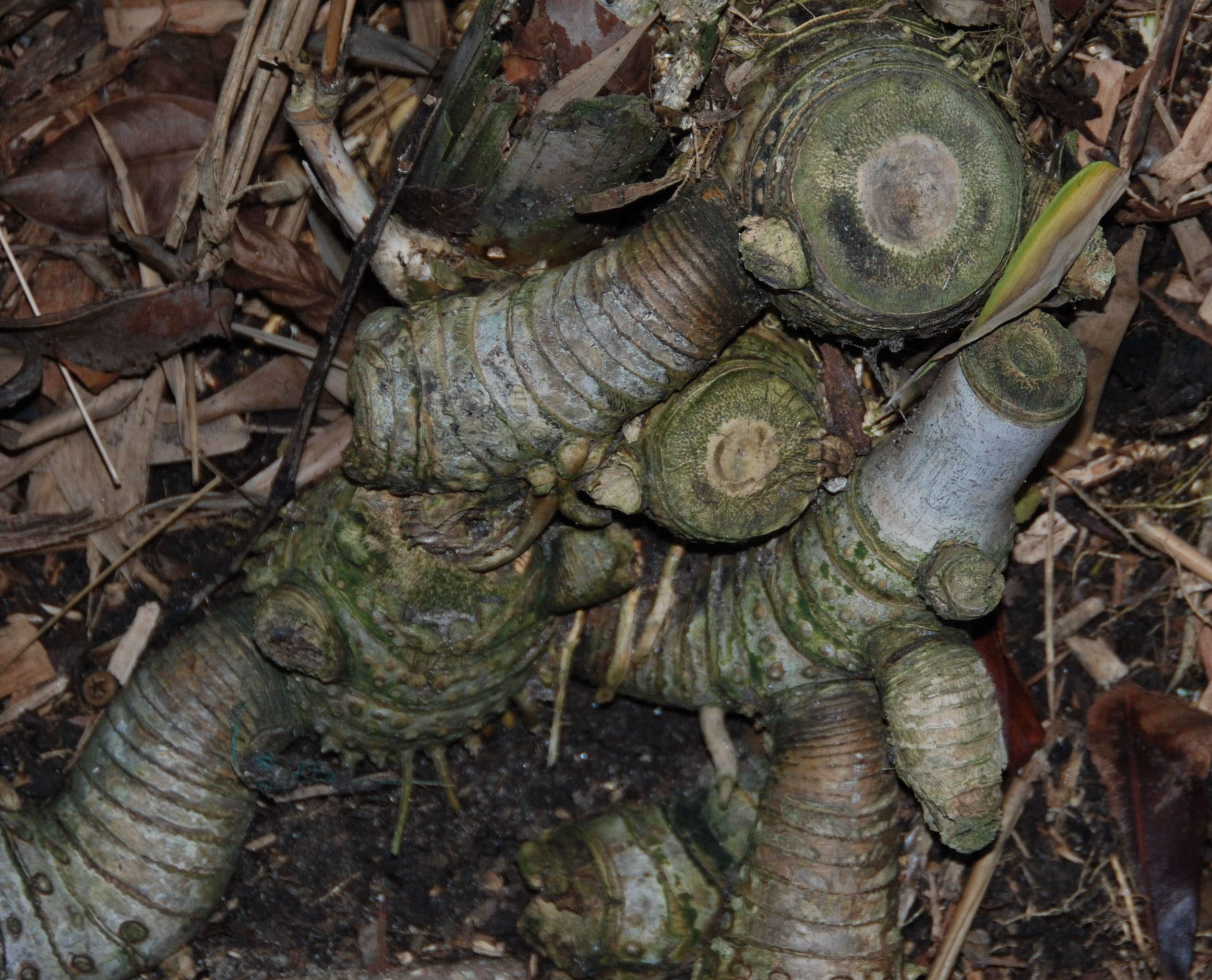
Rhizome de bambou.

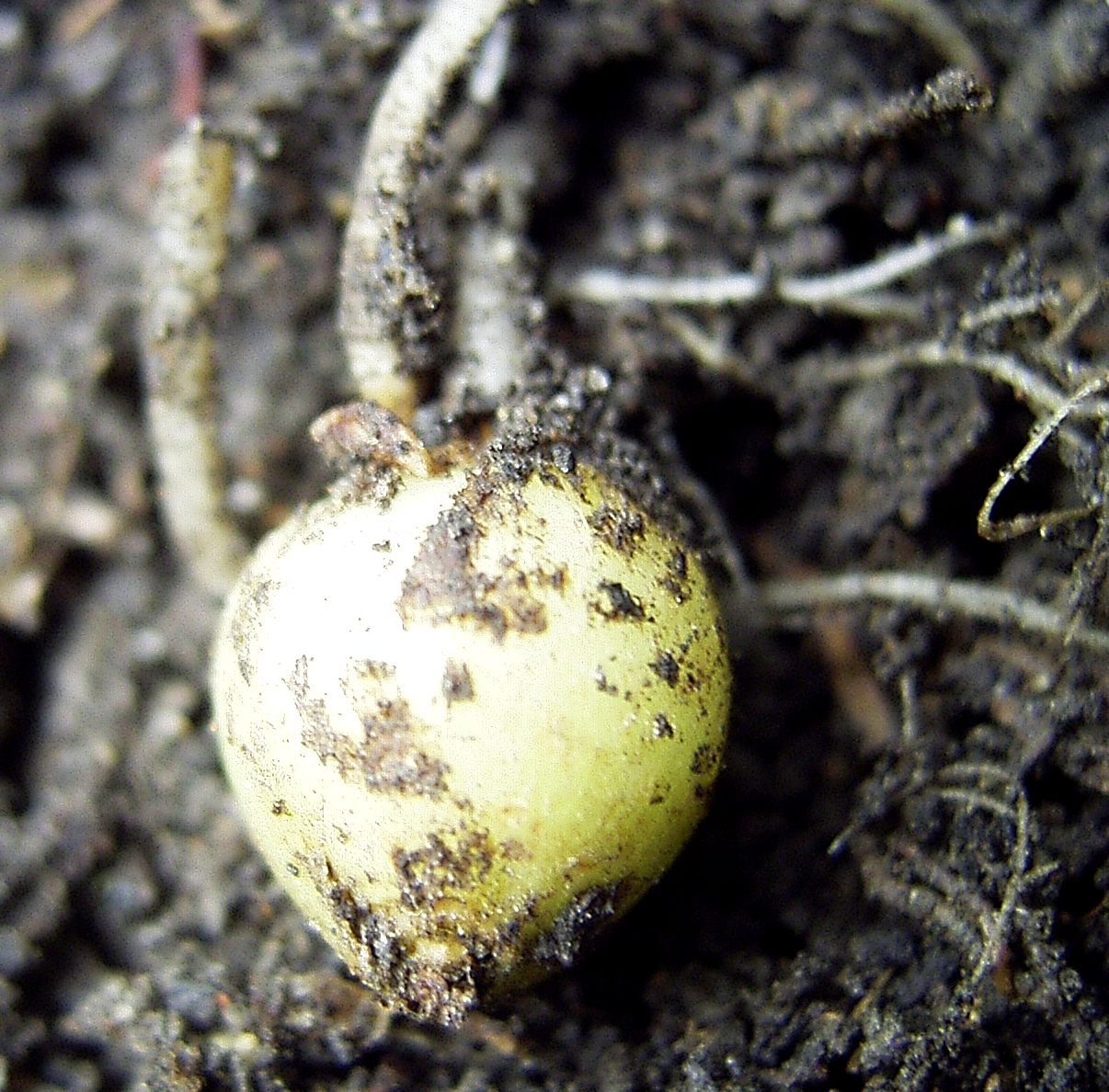
La pomme de terre est un tubercule qui constitue une réserve d'amidon et une source de propagules. Elle se développe à l'extrémité d'un rhizome.

Le rhizome est la tige souterraine et parfois subaquatique remplie de réserve alimentaire (ex : chez Iris pseudacorus) de certaines plantes vivaces.
Comme les racines, le rhizome contribue au décolmatage naturel du sol, voire à la fixation et stabilisation durable des berges ou de certaines zones vaseuses (par les iris et roseaux par exemple) ou des dunes (par les rhizomes d'oyats par exemple).
Il nourrit certaines espèces souterraines capables de le consommer. S'il meurt, il enrichit le sol en matière organique.
À noter que le « rhizome » en philosophie est aussi un concept de la « géophilosophie » de Gilles Deleuze qui intervient en nuanciation de la notion de réseau, et représente une métaphore de la pensée réticulaire : « cette branche de la philosophie développée et conceptualisée par Felix Guattari et Gilles Deleuze dans  L'Anti-Œdipe (1972) Mille Plateaux (1980), et Qu’est ce que la Philosophie ? (1991), se perçoit comme l’intersection entre la dimension géographique concrète, spatiale, territorialisée de la philosophie, et sa dimension conceptuelle, un système ou un agencement de systèmes purement abstrait de la pensée ».

## Étymologie
Le mot vient du grec ῥίζωμα / rhízōma, « touffe de racines », de ῥίζα / rhíza, « racine ».

## Éléments de définition
Le rhizome diffère d'une racine et du tubercule par :
- sa relative horizontalité (qui peut être contrainte par la texture du sol, la présence de roches, la pente et une éventuelle instabilité du sol, etc.) ;
- sa structure interne (il s'agit souvent d'un organe de réserve stockant par exemple de l'amidon ou de l'inuline) ;
- et en ce qu'il porte des feuilles réduites à des écailles, des nœuds et des bourgeons, qui produisent des tiges aériennes et des racines adventives. Quand il est séparé de sa plante d'origine, le rhizome devient une propagule potentielle.

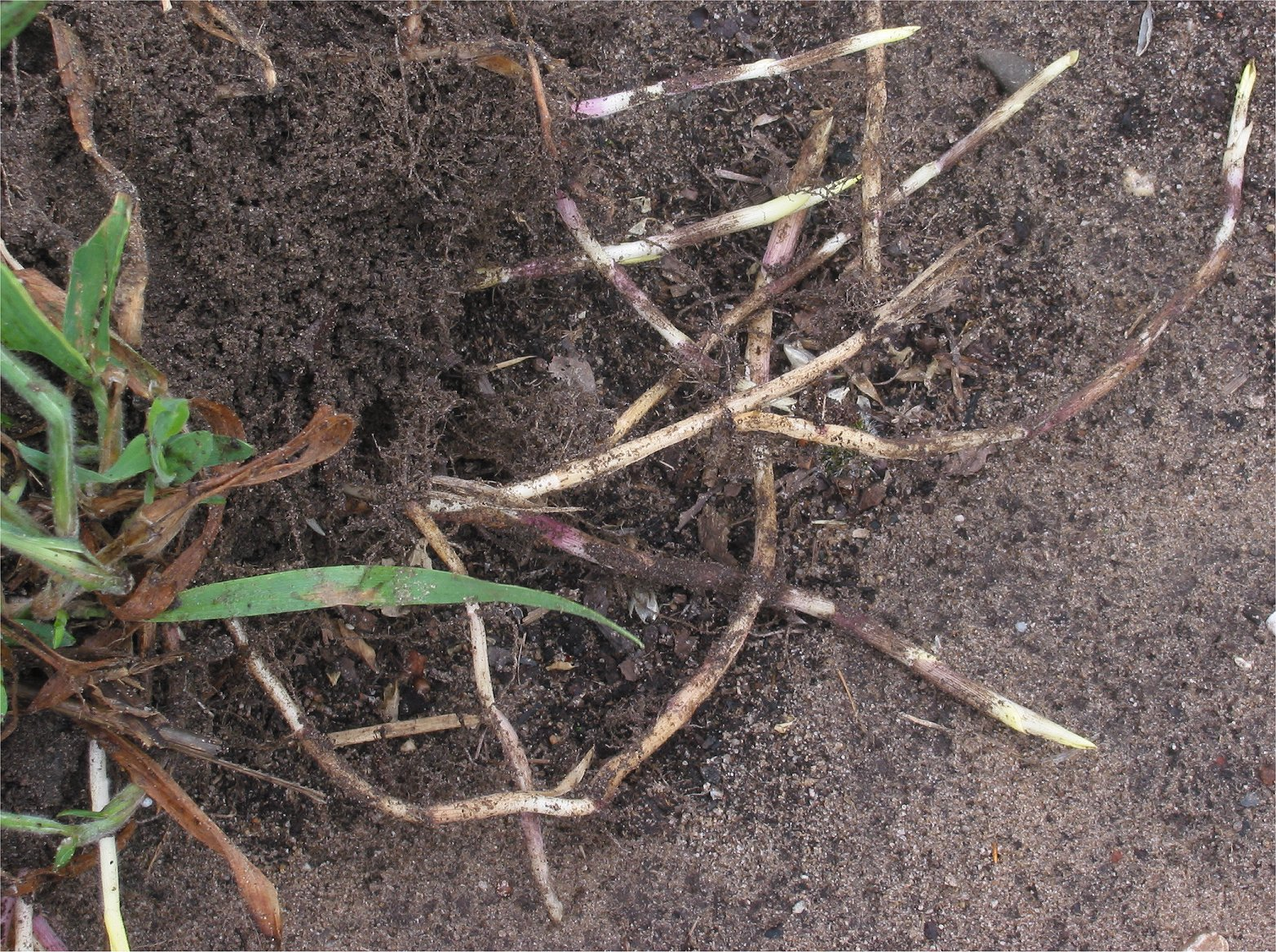
Rhizomes de houlque molle (Holcus mollis).
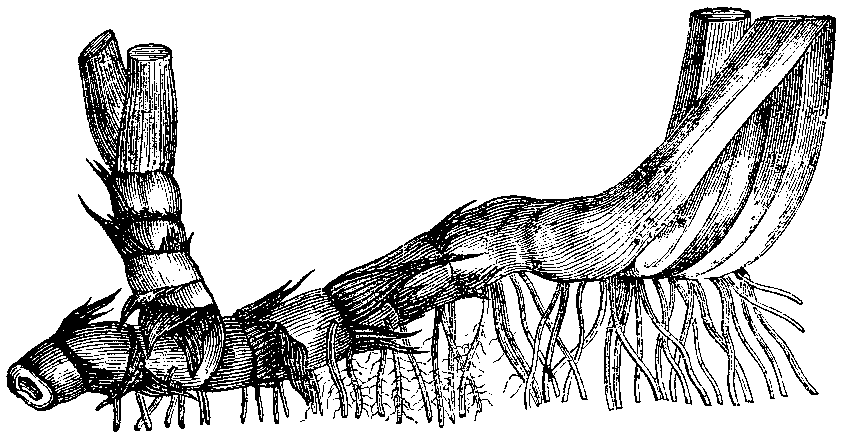
Forme typique de rhizome : Iris pseudacorus.
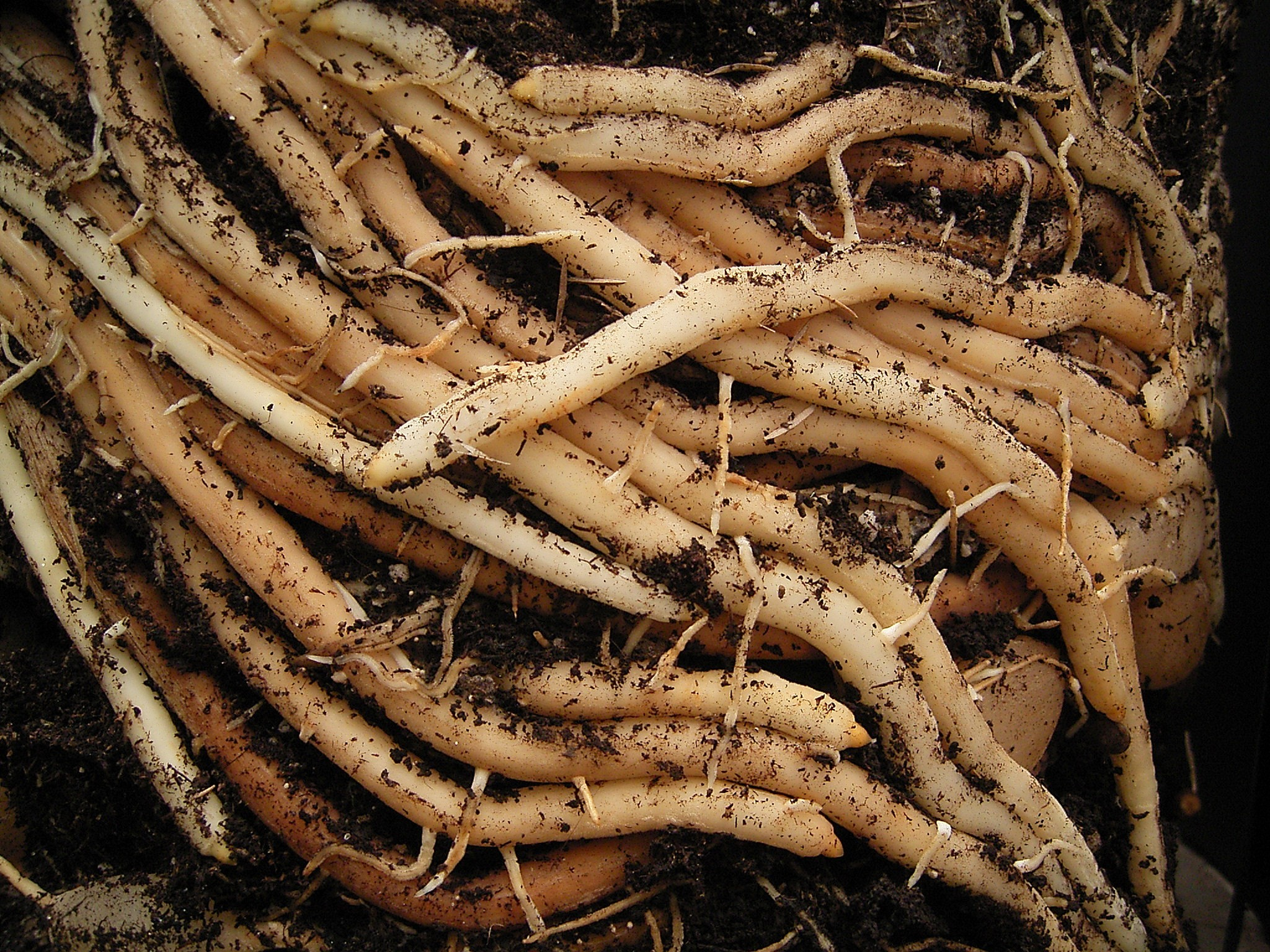
Dans un sol aéré, les asperges (ici Asparagus densiflorus) développent un réseau dense de rhizomes.

## Fonctions
Le rhizome a une fonction de réserve d'énergie et souvent joue le rôle de source de propagules.
Le rhizome peut dans certains cas s'enfoncer profondément dans le sol et se ramifier considérablement et permettre ainsi la multiplication végétative de la plante, qui peut devenir proliférante ou traçante ; c'est le cas par exemple du chiendent ou de l'iris.
Il contribue au décolmatage des sols et sédiments superficiels, et donc à leur aération.
Certaines plantes rhizomateuses creuses et à croissance rapide telles que des bambous ou certaines espèces de renouées (Renouée du Japon, Renouée de Sakkaline, renouée à épis nombreux) sont ainsi très favorisées et peuvent devenir invasives. Dans ces derniers cas, le transport de terre contenant des morceaux de rhizome, ou le transport et l'abandon dans la nature de morceaux de rhizomes sont sources de noyaux de nouvelles colonisations en taches parfois denses.

## Alimentation
Certains rhizomes épaissis sont comestibles, par exemple : 
- le manioc
- la conflore
- le galanga
- certaines fougères
- l'asperge
- le roseau à massette (quenouille ou Typha latifolia L.) en Amérique du Nord[2]
- le Ményanthe (Menyanthes trifoliata), toxique au-delà d'une certaine dose, mais dont les Inuits faisaient de la farine.

Souvent les rhizomes contiennent des substances toxiques les protégeant des prédateurs de la plante. Certaines de ces substances sont lessivables une fois le rhizome broyé, ou perdent leur toxicité à la cuisson (manioc).
Certains rhizomes sont utilisés pour des cultures particulières, telle que la chicorée, blanchie par l'absence de lumière, dite chicon ou endive.
On extrait des condiments ou épices, tels que le curcuma ou le gingembre, de certains rhizomes.
Ils sont aussi très utilisés par la pharmacopée traditionnelle.
Ils se transforment parfois en tubercules, ou produisent des tubercules avec comme exemples
- la pomme de terre
- le topinambour
- l'igname.